# Bourg-Archambault

Bourg-Archambault este o comună în departamentul Vienne, Franța. În 2009 avea o populație de 193 de locuitori.